# 愛知県道・岐阜県道17号江南関線

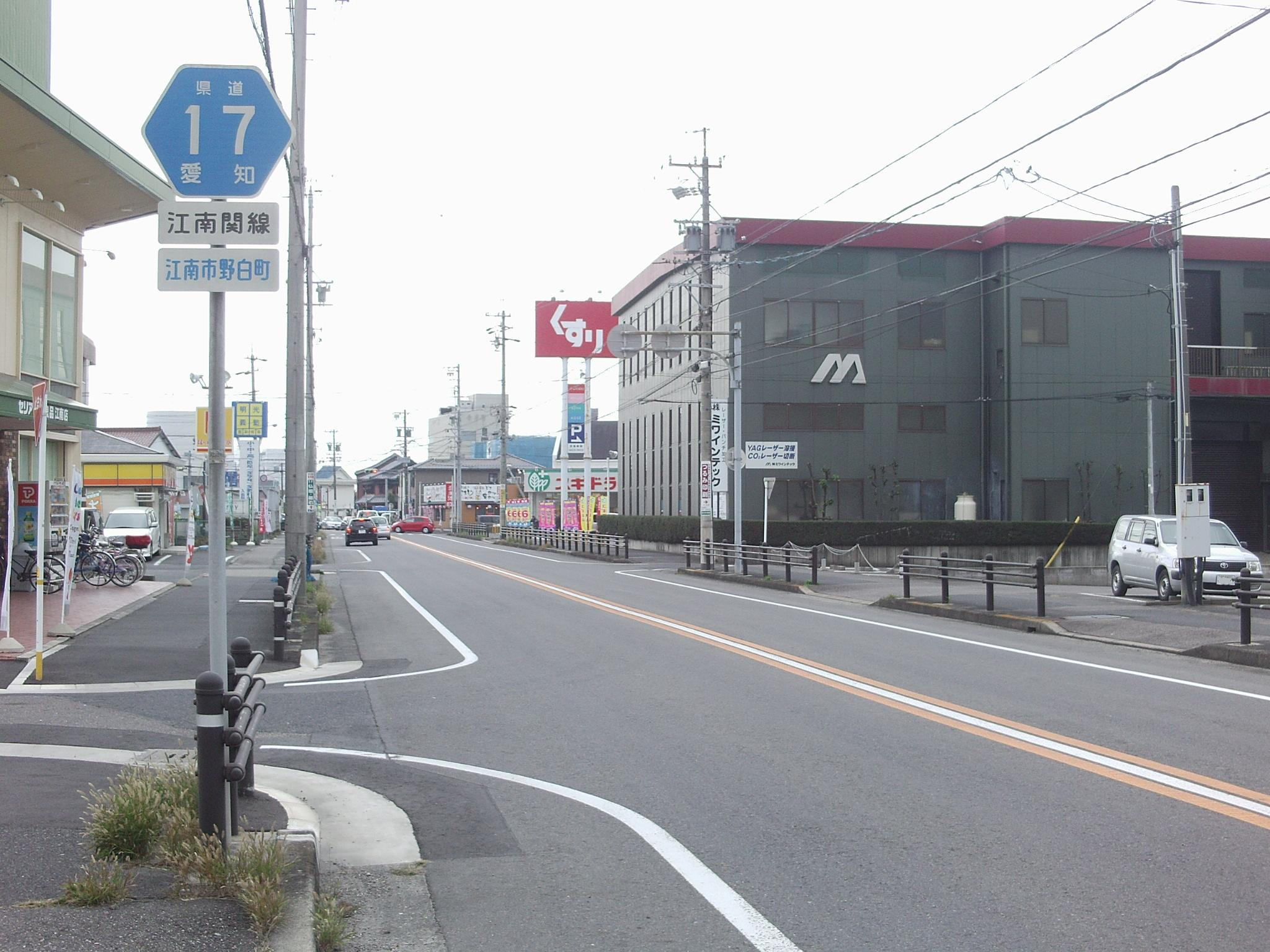
江南市を縦貫する「すいとぴあ名草線」とも呼ばれる区間。（愛知県江南市野白町）

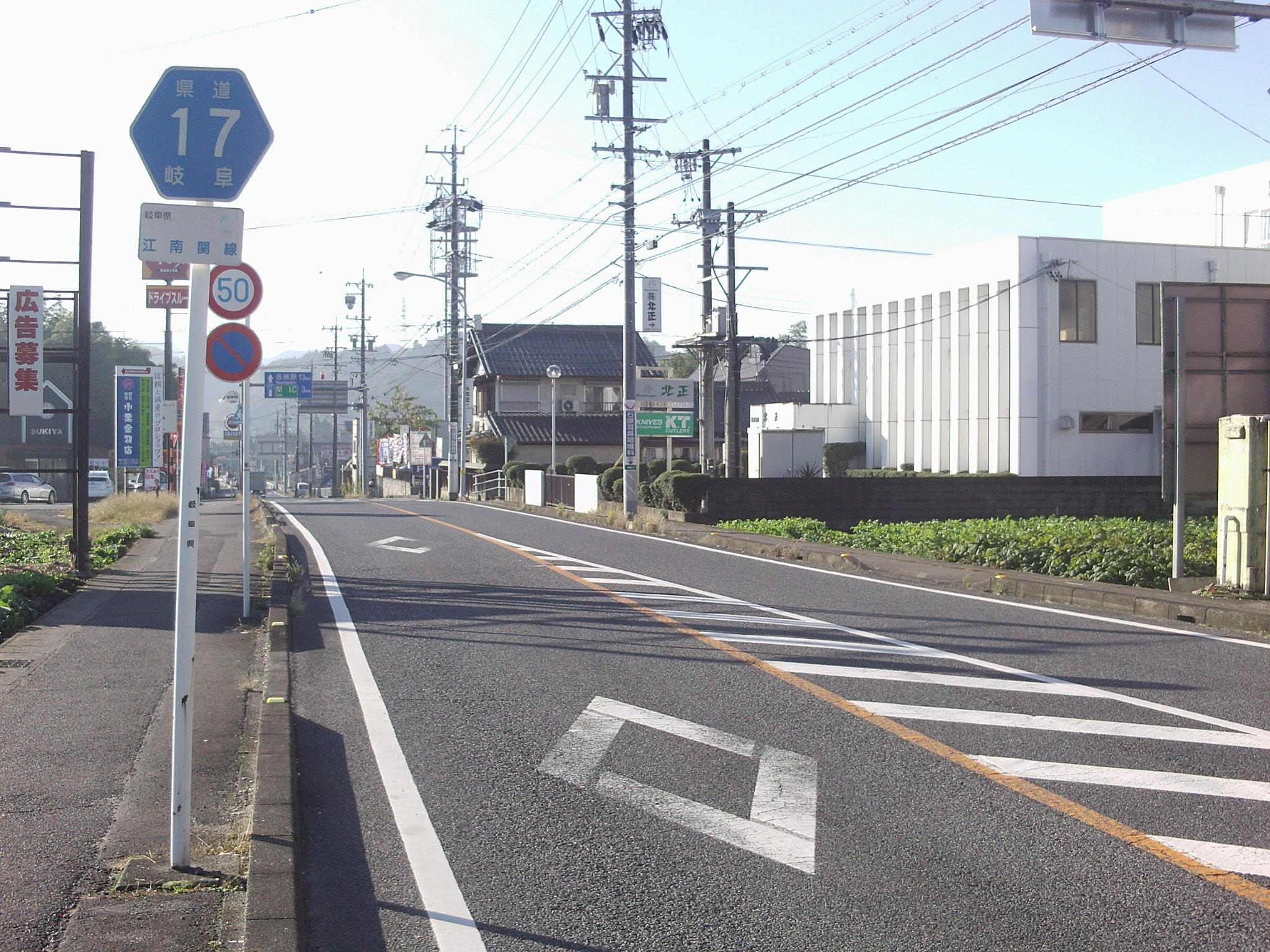
終点付近（岐阜県関市栄町）

愛知県道・岐阜県道17号江南関線（あいちけんどう・ぎふけんどう17ごう こうなんせきせん）とは、愛知県江南市から岐阜県関市に至る主要地方道である。

## 概要

### 路線データ
- 起点 : 愛知県江南市古知野町桃源（桃源交差点：愛知県道63号名古屋江南線、愛知県道64号一宮犬山線交点）
- 終点 : 岐阜県関市栄町（栄町4交差点：岐阜県道79号関本巣線交点）

## 歴史
- 1959年（昭和34年）12月15日 : 愛知県が県道路線認定。
- 1993年（平成5年）5月11日 - 建設省から、県道江南関線が江南関線として主要地方道に指定される[1]。

## 路線状況

### 通称
正式名称は「江南関線」だが、岐阜県側では「関江南線」と呼称される事例もある。
- すいとぴあ名草線（江南市）
- 名草線（江南市）
- 草井街道（江南市）
- お囲い堤ロード（江南市）

### 重複区間
- 愛知県道183号浅井犬山線（江南市内、同線の交点（草井交差点）から愛知県道192号草井羽黒線交点（愛岐大橋南交差点）まで）

### 道路施設
- 愛岐大橋（木曽川、愛知県江南市 - 岐阜県各務原市）

## 地理
江南市から各務原市にかけての木曽川にかかる愛岐大橋は朝夕は慢性的な渋滞が発生するため、この道路の東側に岐阜南部横断ハイウェイの枝線としての新愛岐大橋（仮称）が計画されておりそれを結ぶ新愛岐道路（仮称）とともに渋滞緩和策として期待されている。また、各務原市と関市の境は、峠道であり、登坂車線が整備されている。

### 通過する自治体
- 愛知県
  - 江南市
- 岐阜県
  - 各務原市 - 関市

### 交差する道路
愛知県江南市
- 愛知県道63号名古屋江南線（すいとぴあ名草線）（桃源交差点）
- 愛知県道64号一宮犬山線（江南中央道）（桃源交差点）
- 愛知県道184号下般若東野線（巡見街道）（村久野新開交差点）
- 愛知県道183号浅井犬山線（お囲い堤ロード）（草井交差点、愛岐大橋南交差点）
- 愛知県道192号草井羽黒線（愛岐大橋南交差点）

岐阜県各務原市
- 岐阜県道95号芋島鵜沼線（木曽川街道）（前渡東町7交差点）
- 国道21号（三ツ池町交差点）
- 岐阜県道205号長森各務原線（おがせ街道）（坂井町交差点）

岐阜県関市
- 岐阜県道367号勝山山田線（倉知）
- 国道248号（関バイパス）（東海北陸自動車道関ICに接続）（倉知西交差点）
- 岐阜県道79号関本巣線（栄町4交差点）

### 沿線
- サンハウス食品（レトルトカレーなどの工場）
- ピアゴ江南店
- 江南厚生病院
- すいとぴあ江南（研修・宿泊施設）
- 航空自衛隊岐阜基地（入口は3kmほど西）
- 名鉄各務原線二十軒駅
- 東海中央病院
- サンサンシティマーゴ（イオンのショッピングセンター）
- テクノプラザ
- 岐阜木材工業団地